# Draft de la NBA de 2024
El draft de la NBA de 2024, la 78.ª edición del draft anual de la NBA, se llevó a cabo durante dos noches en lugar de una como en los drafts anteriores. Esta fue la primera vez que el draft de la NBA se realizó en varias noches desde que la NBA decidió acortarlo a dos rondas en lugar de tres a siete rondas a fines de la década de 1980. La primera ronda se desarrolló el 26 de junio de 2024 en el Barclays Center de Brooklyn, Nueva York, Estados Unidos y la segunda ronda el 27 de junio en los Seaport District Studios de ESPN en Manhattan. La segunda ronda también amplió el tiempo entre selecciones de dos minutos a cuatro. Por tercer año consecutivo, el draft constó de 58 selecciones en lugar de las típicas 60, esta vez debido a la pérdida de una selección de segunda ronda tanto para los Philadelphia 76ers como para los Phoenix Suns por violar las reglas de manipulación de la NBA durante la agencia libre.

## Selecciones del draft
|  |  | Indica jugador que nunca jugó en la temporada regular y los playoffs de la NBA |
|  |  | Indica jugador que ganó el premio de Rookie del Año de la NBA                  |

| PG | Base | SG | Escolta | SF | Alero | PF | Ala Pívot | C | Pívot |

### Primera ronda
| Pick | Jugador              | Pos.  | Nacionalidad              | Equipo                                                                                                  | Universidad / Club          |
| ---- | -------------------- | ----- | ------------------------- | --- | --------------------------- |
| 1    | Zaccharie Risacher   | SF    | Francia                   | Atlanta Hawks                                                                                           | JL Bourg (Francia)          |
| 2    | Alexandre Sarr       | C     | Francia                   | Washington Wizards                                                                                      | Perth Wildcats (Australia)  |
| 3    | Reed Sheppard        | SG    | Estados Unidos            | Houston Rockets (de Brooklyn)                                                                           | Kentucky                    |
| 4    | Stephon Castle       | SG    | Estados Unidos            | San Antonio Spurs                                                                                       | UConn                       |
| 5    | Ron Holland          | SF/PF | Estados Unidos            | Detroit Pistons                                                                                         | G League Ignite (G League)  |
| 6    | Tidjane Salaün       | SF/PF | Francia                   | Charlotte Hornets                                                                                       | Cholet Basket (Francia)     |
| 7    | Donovan Clingan      | C     | Estados Unidos            | Portland Trail Blazers                                                                                  | UConn                       |
| 8    | Rob Dillingham       | PG/SG | Estados Unidos            | San Antonio Spurs (de Toronto, traspasado a Minnesota)                                                  | Kentucky                    |
| 9    | Zach Edey            | C     | Canadá                    | Memphis Grizzlies                                                                                       | Purdue                      |
| 10   | Cody Williams        | SF    | Estados Unidos            | Utah Jazz                                                                                               | Colorado                    |
| 11   | Matas Buzelis        | SF/PF | Estados Unidos · Lituania | Chicago Bulls                                                                                           | G League Ignite (G League)  |
| 12   | Nikola Topić         | PG/SG | Serbia                    | Oklahoma City Thunder (de Houston)                                                                      | Estrella Roja (Serbia)      |
| 13   | Devin Carter         | SG    | Estados Unidos            | Sacramento Kings                                                                                        | Providence                  |
| 14   | Carlton Carrington   | SG    | Estados Unidos            | Portland Trail Blazers (de Golden State vía Memphis y Boston, traspasado a Washington)                  | Pittsburgh                  |
| 15   | Kel'el Ware          | C     | Estados Unidos            | Miami Heat                                                                                              | Indiana                     |
| 16   | Jared McCain         | PG    | Estados Unidos            | Philadelphia 76ers                                                                                      | Duke                        |
| 17   | Dalton Knecht        | SG/SF | Estados Unidos            | Los Angeles Lakers                                                                                      | Tennessee                   |
| 18   | Tristan da Silva     | SF/PF | Alemania · Brasil         | Orlando Magic                                                                                           | Colorado                    |
| 19   | Ja'Kobe Walter       | SF    | Estados Unidos            | Toronto Raptors (de Indiana)                                                                            | Baylor                      |
| 20   | Jaylon Tyson         | SF    | Estados Unidos            | Cleveland Cavaliers                                                                                     | California                  |
| 21   | Yves Missi           | C     | Camerún                   | New Orleans Pelicans (de Milwaukee)                                                                     | Baylor                      |
| 22   | DaRon Holmes II      | C     | Estados Unidos            | Phoenix Suns (traspasado a Denver)                                                                      | Dayton                      |
| 23   | AJ Johnson           | PG/SG | Estados Unidos            | Milwaukee Bucks (de New Orleans)                                                                        | Illawarra Hawks (Australia) |
| 24   | Kyshawn George       | SG    | Suiza                     | New York Knicks (de Dallas, traspasado a Washington)                                                    | Miami                       |
| 25   | Pacôme Dadiet        | SF    | Francia                   | New York Knicks                                                                                         | Ratiopharm Ulm (Alemania)   |
| 26   | Dillon Jones         | SF    | Estados Unidos            | Washington Wizards (de LA Clippers vía Oklahoma City y Dallas, traspasado a Oklahoma City vía New York) | Weber State                 |
| 27   | Terrence Shannon Jr. | SF    | Estados Unidos            | Minnesota Timberwolves                                                                                  | Illinois                    |
| 28   | Ryan Dunn            | SF/PF | Estados Unidos            | Denver Nuggets (traspasado a Phoenix)                                                                   | Virginia                    |
| 29   | Isaiah Collier       | PG/SG | Estados Unidos            | Utah Jazz (de Oklahoma City vía Indiana y Toronto)                                                      | USC                         |
| 30   | Baylor Scheierman    | SG/SF | Estados Unidos            | Boston Celtics                                                                                          | Creighton                   |

### Segunda ronda
| Pick                                                                             | Jugador            | Pos.  | Nacionalidad    | Equipo                                                                                               | Universidad / Club            |
| -------------------------------------------------------------------------------- | ------------------ | ----- | --------------- | --- | ----------------------------- |
| 31                                                                               | Jonathan Mogbo     | C     | Estados Unidos  | Toronto Raptors (de Detroit vía LA Clippers y New York)                                              | San Francisco                 |
| 32                                                                               | Kyle Filipowski    | C     | Estados Unidos  | Utah Jazz (de Washington vía Brooklyn y Detroit)                                                     | Duke                          |
| 33                                                                               | Tyler Smith        | SF/PF | Estados Unidos  | Milwaukee Bucks (de Portland vía Sacramento)                                                         | G League Ignite (G League)    |
| 34                                                                               | Tyler Kolek        | PG    | Estados Unidos  | Portland Trail Blazers (de Charlotte vía New Orleans, Oklahoma City y Denver, traspasado a New York) | Marquette                     |
| 35                                                                               | Johnny Furphy      | SG/SF | Australia       | San Antonio Spurs (traspasado a Indiana)                                                             | Kansas                        |
| 36                                                                               | Juan Núñez         | PG    | España          | Indiana Pacers (de Toronto vía Memphis, LA Clippers y Philadelphia, traspasado a San Antonio)        | Ratiopharm Ulm (Alemania)     |
| 37                                                                               | Bobi Klintman      | SF/PF | Suecia          | Minnesota Timberwolves (de Memphis vía Oklahoma City, Washington y LA Lakers, traspasado a Detroit)  | Cairns Taipans (Australia)    |
| 38                                                                               | Ajay Mitchell      | PG    | Bélgica         | New York Knicks (de Utah, traspasado a Oklahoma City)                                                | UC Santa Barbara              |
| 39                                                                               | Jaylen Wells       | SF    | Estados Unidos  | Memphis Grizzlies (de Brooklyn vía Houston)                                                          | Washington State              |
| 40                                                                               | Oso Ighodaro       | C/PF  | Estados Unidos  | Portland Trail Blazers (de Atlanta, traspasado a Phoenix vía New York y Oklahoma City)               | Marquette                     |
| 41                                                                               | Adem Bona          | C     | Nigeria Turquía | Philadelphia 76ers (de Chicago vía New Orleans, San Antonio y Boston)                                | UCLA                          |
| 42                                                                               | KJ Simpson         | PG    | Estados Unidos  | Charlotte Hornets (de Houston vía Oklahoma City)                                                     | Colorado                      |
| 43                                                                               | Nikola Đurišić     | SF    | Serbia          | Miami Heat (traspasado a Atlanta)                                                                    | Mega Basket (Serbia)          |
| 44                                                                               | Pelle Larsson      | SG/SF | Suecia          | Houston Rockets (de Golden State vía Atlanta, traspasado a Miami vía Atlanta)                        | Arizona                       |
| 45                                                                               | Jamal Shead        | PG    | Estados Unidos  | Sacramento Kings (traspasado a Toronto)                                                              | Houston                       |
| 46                                                                               | Cam Christie       | SG    | Estados Unidos  | Los Angeles Clippers (de Indiana vía Milwaukee y Memphis)                                            | Minnesota                     |
| 47                                                                               | Antonio Reeves     | SG/SF | Estados Unidos  | Orlando Magic (traspasado a New Orleans)                                                             | Kentucky                      |
| 48                                                                               | Harrison Ingram    | SF/PF | Estados Unidos  | San Antonio Spurs (de LA Lakers vía Memphis)                                                         | North Carolina                |
| Philadelphia 76ers (perdido debido a violación de manipulación)                  |                    |       |                 | |                               |
| 49                                                                               | Tristen Newton     | PG/SG | Estados Unidos  | Indiana Pacers (de Cleveland)                                                                        | UConn                         |
| 50                                                                               | Enrique Freeman    | SF/PF | Estados Unidos  | Indiana Pacers (de New Orleans)                                                                      | Akron                         |
| 51                                                                               | Melvin Ajinça      | SF    | Francia         | Washington Wizards (de Phoenix, traspasado a Dallas vía New York)                                    | Saint-Quentin (Francia)       |
| 52                                                                               | Quinten Post       | C     | Países Bajos    | Golden State Warriors (de Milwaukee vía Indiana)                                                     | Boston College                |
| 53                                                                               | Cam Spencer        | PG/SG | Estados Unidos  | Detroit Pistons (de New York vía Charlotte y Philadelphia, traspasado a Memphis vía Minnesota)       | UConn                         |
| 54                                                                               | Anton Watson       | SF/PF | Estados Unidos  | Boston Celtics (de Dallas vía Sacramento)                                                            | Gonzaga                       |
| 55                                                                               | Bronny James       | PG/SG | Estados Unidos  | Los Angeles Lakers (de LA Clippers)                                                                  | USC                           |
| 56                                                                               | Kevin McCullar Jr. | SG    | Estados Unidos  | Phoenix Suns (de Minnesota vía Oklahoma City y Denver, traspasado a New York)                        | Kansas                        |
| 57                                                                               | Ulrich Chomche     | C     | Camerún         | Memphis Grizzlies (de Oklahoma City vía Atlanta y Houston, traspasado a Toronto vía Minnesota)       | NBA Academy Africa (Senegal)  |
| Phoenix Suns (de Denver vía Orlando; perdido debido a violación de manipulación) |                    |       |                 | |                               |
| 58                                                                               | Ariel Hukporti     | C     | Alemania · Togo | Dallas Mavericks (de Boston vía Charlotte, traspasado a New York)                                    | Riesen Ludwigsburg (Alemania) |

## Jugadores sin cumplir todos los ciclos universitarios
- Jonas Aidoo – F, Tennessee (junior)
- Michael Ajayi – F, Pepperdine (junior)
- Trey Alexander – G, Creighton (junior)
- Mark Armstrong – G, Villanova (sophomore)
- Adama Bal – G, Santa Clara (junior)
- Brooks Barnhizer – G, Northwestern (junior)
- Jalen Blackmon – G, Stetson (junior)
- Adem Bona – C, UCLA (sophomore)
- Aaron Bradshaw – C, Kentucky (freshman)
- Trevon Brazile – F, Arkansas (junior)
- Dion Brown – G, UMBC (sophomore)
- Markus Burton – G, Notre Dame (freshman)
- Wesley Cardet Jr. – G, Chicago State (junior)
- Carlton Carrington – G, Pittsburgh (freshman)
- Devin Carter – G, Providence (junior)
- Stephon Castle – G, UConn (freshman)
- Cam Christie – G, Minnesota (freshman)
- Walter Clayton Jr. – G, Florida (junior)
- Donovan Clingan – C, UConn (sophomore)
- David Coit – G, Northern Illinois (junior)
- Isaiah Collier – G, USC (freshman)
- Cedric Coward – G, Eastern Washington (junior)
- Malik Dia – F, Belmont (sophomore)
- Rob Dillingham – G, Kentucky (freshman)
- / Garwey Dual – G, Providence (freshman)
- Ryan Dunn – F, Virginia (sophomore)
- Justin Edwards – F, Kentucky (freshman)
- Frankie Fidler – F, Omaha (junior)
- Kyle Filipowski – C, Duke (sophomore)
- Elijah Fisher – G, DePaul (sophomore)
- BJ Freeman – G, Milwaukee (junior)
- Johnny Furphy – F, Kansas (freshman)
- Kyshawn George – G, Miami (freshman)
- Keyshawn Hall – G, George Mason (sophomore)
- Dominick Harris – G, Loyola Marymount (junior)
- Harrison Ingram – F, North Carolina (junior)
- Bronny James – G, USC (freshman)
- Kobe Johnson – F, USC (junior)
- / Arthur Kaluma – F, Kansas State (junior)
- Alex Karaban – F, UConn (sophomore)
- Miles Kelly – G, Georgia Tech (junior)
- Xaivian Lee – G, Princeton (sophomore)
- K. J. Lewis – G, Arizona (freshman)
- Zeke Mayo – G, South Dakota State (junior)
- Jared McCain – G, Duke (freshman)
- Robert McCray V – G, Jacksonville (sophomore)
- Scotty Middleton – G, Ohio State (freshman)
- Baba Miller – F, Florida State (sophomore)
- Judah Mintz – G, Syracuse (sophomore)
- / Yves Missi – F, Baylor (freshman)
- Ajay Mitchell – G, UC Santa Barbara (junior)
- Dillon Mitchell – F, Texas (sophomore)
- Jalon Moore – F, Oklahoma (junior)
- Baye Ndongo – F, Georgia Tech (freshman)
- Norchad Omier – F, Miami (junior)
- Ugonna Onyenso – F, Kentucky (sophomore)
- / Great Osobor – F, Utah State (junior)
- Kasean Pryor – F, South Florida (junior)
- Noah Reynolds – G, Green Bay (junior)
- Jordan Riley – G, Temple (junior)
- Hunter Sallis – G, Wake Forest (junior)
- Payton Sandfort – F, Iowa (junior)
- Reed Sheppard – G, Kentucky (freshman)
- K. J. Simpson – G, Colorado (junior)
- / AJ Storr – F, Wisconsin (sophomore)
- Adou Thiero – G, Kentucky (sophomore)
- Saint Thomas – F, Northern Colorado (junior)
- J. T. Toppin – F, New Mexico (freshman)
- Aboubacar Traoré – F, Long Beach State (junior)
- Jaylon Tyson – G, California (junior)
- Ja'Kobe Walter – G, Baylor (freshman)
- Kel'el Ware – C, Indiana (sophomore)
- Jamir Watkins – F, Florida State (junior)
- Jaylen Wells – F, Washington State (junior)
- Cody Williams – F, Colorado (freshman)
- JZ Zaher – G, Bowling Green (sophomore)

## Jugadores internacionales
- Melvin Ajinça – G, Saint-Quentin (Francia)
- Miguel Allen – F, Joventut Badalona (Spain)
- Roberts Blums – G, VEF Rīga (Letonia)
- Luka Bogavac – G, SC Derby (Montenegro)
- Gael Bonilla – F, Cáceres (España)
- Michael Caicedo – F, Girona (España)
- Ulrich Chomche – C, APR (Ruanda)
- Cui Yongxi – G, Guangzhou Loong Lions (China)
- Pacôme Dadiet – G, Ratiopharm Ulm (Alemania)
- Thijs de Ridder – F, Bilbao Basket (España)
- Mohamed Diawara – F, Paris Basketball (Francia)
- Rubén Domínguez – G, TAU Castelló (España)
- Nikola Đurišić – F, Mega MIS (Serbia)
- Andrija Jelavić – F, Mega MIS (Serbia)
- Ilias Kamardine – F, Vichy-Clermont (Francia)
- Konstantin Kostadinov – F, Lucentum Alicante (España)
- Timotej Malovec – F, Mega MIS (Serbia)
- Bogoljub Marković – F, Mega MIS (Serbia)
- Eli Ndiaye – F, Real Madrid (España)
- Ousmane N'Diaye – C, Saski Baskonia B (España)
- Juan Núñez – G, Ratiopharm Ulm (Alemania)
- Noah Penda– F, Vichy-Clermont (Francia)
- Zacharie Perrin – F, Antibes (Francia)
- Zaccharie Risacher – F, JL Bourg (Francia)
- Musa Sagnia – F, Baxi Manresa (España)
- Tidjane Salaun – F, Cholet Basket (Francia)
- Alexandre Sarr – C, Perth Wildcats (Australia)
- Nikola Topić – G, KK Crvena zvezda (Serbia)
- Armel Traore – F, ADA Blois (Francia)

#### Otros
- Malik Bowman – F, S.C. Lusitânia (Portugal)
- / Matas Buzelis – F, NBA G League Ignite
- Thierry Darlan – G, NBA G League Ignite
- Trentyn Flowers - F, Adelaide 36ers (Australia)
- Ron Holland – F, NBA G League Ignite
- Jahzare Jackson – C, City Reapers (Overtime Elite)
- AJ Johnson – F, Illawarra Hawks (Australia)
- Babacar Sané – F, NBA G League Ignite
- Tyler Smith – F, NBA G League Ignite

## Lotería del draft
El sorteo de la lotería del draft tuvo lugar el 12 de mayo de 2024, durante la celebración de los playoffs.
|  | Indica los resultados de la lotería actuales |

| Equipo                    | Récord 2022-23 | Oport. | Probabilidades de lotería | Probabilidades de lotería | Probabilidades de lotería | Probabilidades de lotería | Probabilidades de lotería | Probabilidades de lotería | Probabilidades de lotería | Probabilidades de lotería | Probabilidades de lotería | Probabilidades de lotería | Probabilidades de lotería | Probabilidades de lotería | Probabilidades de lotería | Probabilidades de lotería |
| Equipo                    | Récord 2022-23 | Oport. | 1º                        | 2º                        | 3º                        | 4º                        | 5º                        | 6º                        | 7º                        | 8º                        | 9º                        | 10º                       | 11º                       | 12º                       | 13º                       | 14º                       |
| ------------------------- | -------------- | ------ | ------------------------- | ------------------------- | ------------------------- | ------------------------- | ------------------------- | ------------------------- | ------------------------- | ------------------------- | ------------------------- | ------------------------- | ------------------------- | ------------------------- | ------------------------- | ------------------------- |
| Detroit Pistons           | 14–68          | 140    | 14.0%                     | 13.4%                     | 12.7%                     | 12.0%                     | 47.9%                     | –                         | –                         | –                         | –                         | –                         | –                         | –                         | –                         | –                         |
| Washington Wizards        | 15–67          | 140    | 14.0%                     | 13.4%                     | 12.7%                     | 12.0%                     | 27.8%                     | 20.0%                     | –                         | –                         | –                         | –                         | –                         | –                         | –                         | –                         |
| Charlotte Hornets         | 21–61          | 133    | 13.3%                     | 12.9%                     | 12.4%                     | 11.7%                     | 15.3%                     | 27.1%                     | 7.4%                      | –                         | –                         | –                         | –                         | –                         | –                         | –                         |
| Portland Trail Blazers    | 21–61          | 132    | 13.2%                     | 12.8%                     | 12.3%                     | 11.7%                     | 6.8%                      | 24.6%                     | 16.4%                     | 2.2%                      | –                         | –                         | –                         | –                         | –                         | –                         |
| San Antonio Spurs         | 22–60          | 105    | 10.5%                     | 10.5%                     | 10.6%                     | 10.5%                     | 2.2%                      | 19.6%                     | 26.7%                     | 8.7%                      | 0.6%                      | –                         | –                         | –                         | –                         | –                         |
| Toronto Raptors           | 25–57          | 90     | 9.0%                      | 9.2%                      | 9.4%                      | 9.6%                      | –                         | 8.6%                      | 29.8%                     | 20.5%                     | 3.7%                      | 0.1%                      | –                         | –                         | –                         | –                         |
| Memphis Grizzlies         | 27–55          | 75     | 7.5%                      | 7.8%                      | 8.1%                      | 8.5%                      | –                         | –                         | 19.7%                     | 34.1%                     | 12.9%                     | 1.3%                      | <0.1%                     | –                         | –                         | –                         |
| Utah Jazz                 | 31–51          | 60     | 6.0%                      | 6.3%                      | 6.7%                      | 7.2%                      | –                         | –                         | –                         | 34.5%                     | 32.1%                     | 6.7%                      | 0.4%                      | <0.1%                     | –                         | –                         |
| Brooklyn Nets (a Houston) | 32–50          | 45     | 4.5%                      | 4.8%                      | 5.2%                      | 5.7%                      | –                         | –                         | –                         | –                         | 50.7%                     | 25.9%                     | 3.0%                      | 0.1%                      | <0.1%                     | –                         |
| Atlanta Hawks             | 36–46          | 30     | 3.0%                      | 3.3%                      | 3.6%                      | 4.0%                      | –                         | –                         | –                         | –                         | –                         | 65.9%                     | 19.0%                     | 1.2%                      | <0.1%                     | <0.1%                     |
| Chicago Bulls             | 39–43          | 20     | 2.0%                      | 2.2%                      | 2.4%                      | 2.8%                      | –                         | –                         | –                         | –                         | –                         | –                         | 77.6%                     | 12.6%                     | 0.4%                      | <0.1%                     |
| Houston Rockets           | 41–41          | 15     | 1.5%                      | 1.7%                      | 1.9%                      | 2.1%                      | –                         | –                         | –                         | –                         | –                         | –                         | –                         | 86.1%                     | 6.7%                      | 0.1%                      |
| Sacramento Kings          | 46–36          | 8      | 0.8%                      | 0.9%                      | 1.0%                      | 1.1%                      | –                         | –                         | –                         | –                         | –                         | –                         | –                         | –                         | 92.9%                     | 3.3%                      |
| Golden State Warriors     | 46–36          | 7      | 0.7%                      | 0.8%                      | 0.9%                      | 1.0%                      | –                         | –                         | –                         | –                         | –                         | –                         | –                         | –                         | –                         | 96.6%                     |